# Donja Pištana
Donja Pištana  – wieś w Chorwacji, w żupanii virowiticko-podrawskiej, w mieście Orahovica. W 2011 roku liczyła 239 mieszkańców.